# Jaroslava Mudroho (metrostation)
Jaroslava Mudroho (Oekraïens: Ярослава Мудрого) is een station van de metro van Charkov. Het station maakt deel uit van de Saltivska-lijn en werd geopend op 10 augustus 1984. Het metrostation bevindt zich onder de Voelytsja Skovorody (Skovorodastraat) in het centrum van Charkov. In de directe omgeving van het station bevinden zich de Pedagogische Universiteit, de Universiteit voor Wegenbouw en een groot wooncomplex voor studenten.
Jaroslava Mudroho ligt meer dan 30 meter onder de oppervlakte en is daarmee het diepste station van het metronet. De centrale perronhal wordt door witmarmeren arcades gescheiden van de sporen. Vergulde kroonluchters zorgen voor de verlichting van de centrale hal. De wanden langs de sporen zijn bekleed met wit marmer en versierd. De toegangen tot het station bevinden zich op de kruising van de Voelytsja Skovorody en de Voelytsja Petrivskoho.